# Topits József fia gőztésztagyár

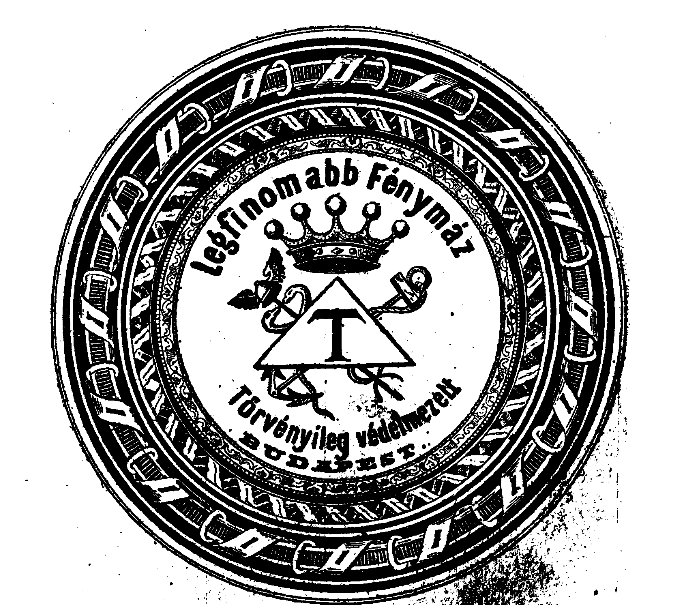
"Topits József fia" féle fénymáz csomagolásának a cimlapja (1878). A közepén látható a gyár logója a "T" betűvel.

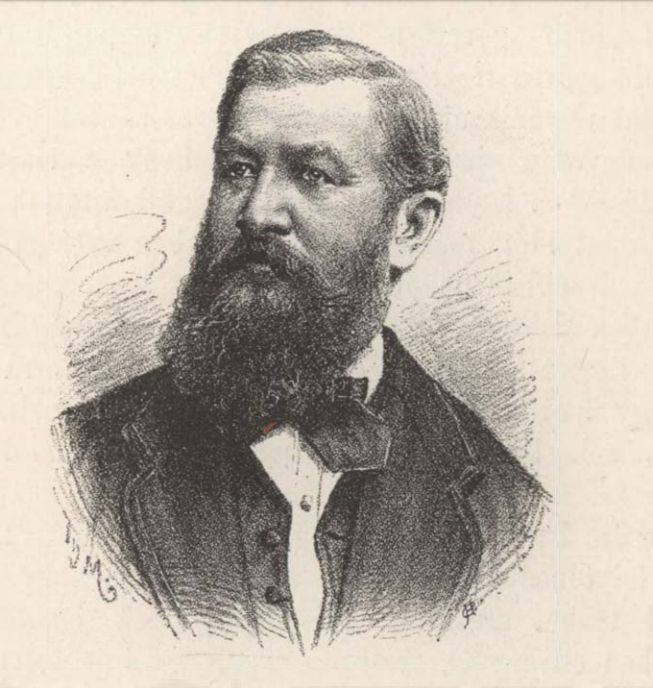
Topits József András (1824–1876), gőztésztagyár tulajdonos, pesti választott polgár, Budapest fővárosi képviselő-testületi tag

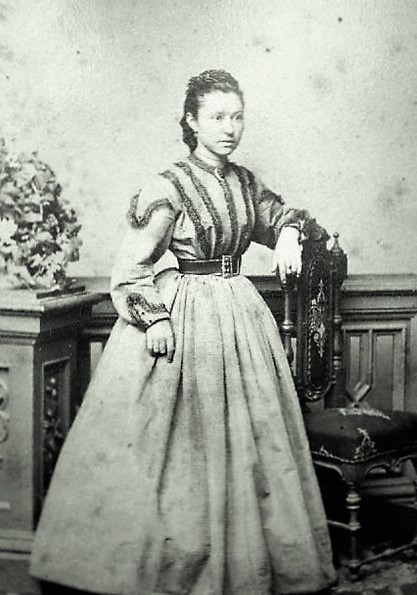
Topits Józsefné Prückler Klára (1833–1907), gyárosnő, a Topits József fia gőztésztagyár tulajdonosa; férje, Topits József, megalapította az ország első tésztagyárát.

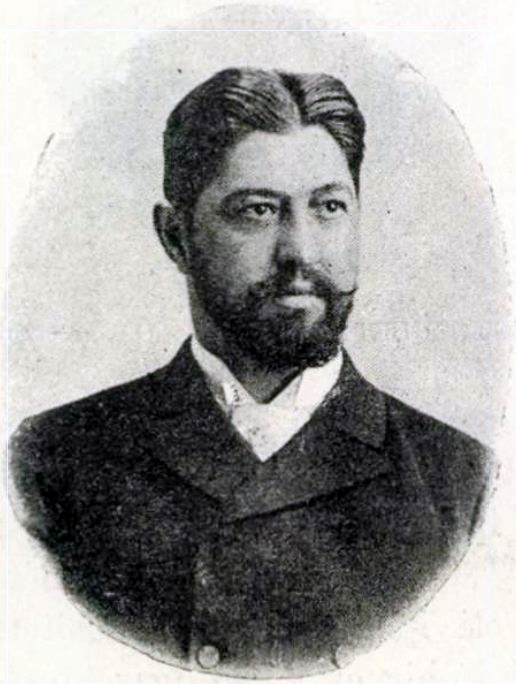
Topits Alajos József (1855–1926), gőztésztagyár tulajdonos, az Országos Ipar Tanács tagja, Országos Iparegyesület Igazgatóságának a tagja, Budapest főváros törvényhatósági bizottsága tagja, a Ferenc József-rend lovagja.

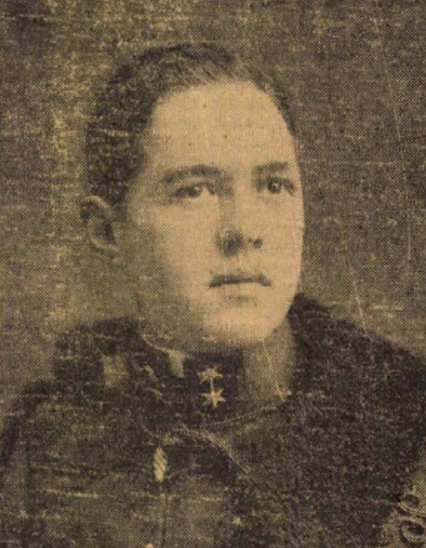
Topits Alajos Nándor (1894–1930), tartalékos főhadnagy, Topits József fia gőztésztagyár utolsó igazgatója

A Topits József fia, Első Magyar Gőztésztagyár (Erste ungarische Dampfmehlspeisenfabrik), Magyarország első tésztagyártó üzeme volt, amelyet Topits József András (1824–1876) 1847-ben alapított. 1893-ban a gőz-tésztagyár a császári és királyi udvari szállító címet szerezte az uralkodótól. Az üzem végül 1930-ban szűnt meg.

## Története

### Topits József vezetősége alatt
A morvaországi származású római katolikus polgári Topits családból való Topits József (*Isztimér, 1790. március 4.–†Gödöllő, 1837. március 24.) gödöllői fűszerkereskedő és Dlaskovits Borbála (*Vác, 1805. július 28.–†Gödöllő, 1840. június 13.) fia, Topits József András (*Gödöllő, 1824. február 25. –† Budapest, 1876. szeptember 27.), pesti választott polgár, fővárosi képviselő-testületi tag, Pesten 1847-ben hozta létre a tésztagyártó üzemet, majd 1859-ben tésztagyárat alapított. A Topits család a pesti Hatvani utca 10. szám alatti levő palotájukban lakott, amelynek utcaszintjén működött a Neruda Nándor-féle „Aranyméhkas” nevű drogériája. Ez volt Magyarországon az első tésztagyár. Addig a tésztagyártás csak háziipar volt és Topits József volt az, aki Magyarországon először gyártott makarónit. A gyár folyamatosan fejlődött az évek során; nemcsak gőztésztát, hanem ostyát, pecsétviaszt és más művegytani terményeket is gyártott.
A Hatvani utcában üzemelt 1867-ig, amikor Topits József elnök, Weichselbeger János (Józsefváros, 1829. január 6.–Graz, 1874.) tésztagyáros cégtársával együtt úgy döntött, hogy a Dob utca 37. szám alá költöztetik át. Dörschug Antal építész tervei szerint a házra ráépítettek egy emeletet és így három szintes házban kezdett működni a gyár az új helyszínen. Topits József 1853. július 19.-én Pesten házasságot kötött régi pesti polgári római katolikus Prückler családból való Prückler Klára Eleonóra Julianna (1833–1907) kisasszonnyal, akinek a szülei, Prückler József (1804–1866), pékmester, bérpalota tulajdonos, 1848-as alhadnagy a pesti gyalog nemzetőrség 4. századánál és Danner Anna (1809–1889) voltak; Prückler Klára apai dédapja még Mária Terézia korában az alsó-bajorországi Schwarzenbachból költözött át a Magyar Királyságba.
A Topits tésztát gyártó üzlet kezdetben igen szerény volt, csupán kézi erőre berendezett készülékeken dolgoztak. Néhány év alatt azonban a gyár erőre kapott, úgyhogy többi közt 18 lóerejű gőzgép, két dagasztó gép és három a technika legújabb vívmányai szerint szerkesztett sajtó volt működésben. Az 1870-es évekre a tésztakészítő gépek hét személy szolgálatát igénylették. Az előállított gyártmányt felhúzó készülék szállította a földszinten levő géphelyiségből az első emeleten levő szárító-termekbe. Fönt tisztán öltözött leányok várták a gyártmányt; számos dolgozó asztalon élénk tevékenység volt folyamatban. Weichselbeger János halála után Topits József lett a cég egyedüli tulajdonosa.

### Topits Alajos vezetősége alatt
Topits József halála után, 1877. július 1-jén, özvegye, Prückler Klára gyárosnő, valamint gyermekei is Topits Alajos József (1855–1926), és ifjabb Felmayer Istvánné Topits Irma mint nyilvános tulajdonostársak, beléptek a vállalatba. Az özvegy 1878-ban házasságot kötött a nagyváradi születésű Glatz Nándorral (1833–1909), aki később egy ideig cégvezetőként is tevékenykedett. A régi híres cég egyre jobban fejlődött és ezzel igen tehetőssé vált Topits Alajos vezetése alatt, aki már 1893-ban az Országos Iparegyesület Igazgatóságának a tagja is volt. A Topits József fia gőztésztagyár tésztagyártmányait Magyarországon kívül, Ausztriába, Szerbiába és Romániába is exportálták. A sikeres Topits féle gőztésztagyár császári és udvari szállító tésztaüzem volt; ezt a címet 1893-ban adományozta az uralkodó a cégnek.
1898-ra, a gyár 43 lóerővel és 60 munkással működött. 1907-re az irodai dolgozókon kívül, a gyár 110 munkást foglalkoztatott. A Topits József fia tésztagyár virágzása mintegy tükre a magyar kereskedelem fejlődésének. Csak a szakadatlan törekvő munkásság és a kiváló kereskedelmi tudás tette e céget hazánk egyik legnagyobb és szakmájában kétségkívül legelső cégévé. Az a nagymennyiségű csőtészta (makaróni), mely hazánkban fogyasztásra kerül, túlnyomóan a "Topits József Fia cég gyárában" készült már a századfordulón, mert e jeles cég gyártmányai diadalmasan szorították ki a külföld termékeit. A cég gőztésztagyára, amely a makarónik minden faján kivül a legkülönfélébb levesbe való tésztákat is készített, valóban mintaszerű berendezésű. A Topits-cég kereskedelmi összeköttetései egész Magyarországot behálózták, sőt gyártmányai a külföldön is jóhangzásúaknak számítottak, mert, különösen a keletre, élénk export-üzletet folytatott a cég. Nem kevésbé ismertek voltak a Topits-gyár vegyészeti termékei: a cég által gyártott ostyák, fénymázak, pecsétviaszok, különböző színű tinták, továbbá kékítő, keményítő, pótkávék, a legkülönfélébb olaj- és földfestékek, kencék és a vegyi termékek számtalan egyéb cikkei már régen polgárjogot nyertek kereskedelmünkben, és azokat általánosan ismerték és kedvelték.
A virágzó tésztagyárat az első világháború tette tönkre. Amikor a lisztet csak jegyre lehetett kapni a tésztagyár is kénytelen volt üzemét a legszűkebb mértékre redukálni. 1916-ban rendelet jelent meg, amely megtiltotta a liszt ipari feldolgozását. A tésztagyár munkájának legnagyobb részétől elesett és csak abban a mértékben dolgozhatott, ahogyan azt a Haditermény előírta. Egészen 1920-ig tartott ez a kényszerű üzemredukció. A tésztagyárat az 1919-es román megszállás alatt alaposan kifosztották gépeitől, alapanyagaitól és kész termékeitől, tény hamarosan a működése végéhez. Topits Alajos ekkor már idős ember volt, fiai pedig a háborúban harcoltak, úgyhogy a gyár vezetése gyönge kezekben volt. Az első háború alatti üzemredukálás folytán veszítette el a vevők nagy részét és a Tanácsköztársaság alatt viszont fosztogatásokat követtek el a gyártelepen. Amikor a háború után a gyár újból megindulhatott volna már igen nagy anyagi kérdéseket kellett megoldani.

### A gyár utolsó évei
1926-ban idősebb Topits Alajos (1855–1926) meghalt és fiai vették át a már súlyos állapotban levő gyárnak a vezetését: ifjabb Topits Alajos Nándor (1894–1930) tartalékos főhadnagy volt a legidősebb gyermeke; két öccse Topits József (1897–1969), császári és királyi 10. huszárezredbeli tartalékos zászlós, majd a Magyar Nemzeti Bank főellenőre, valamint Topits Károly (1899–1966), tartalékos huszárszázados. A legidősebb, Topits Alajos, feleségül vette Bunczel Margitot (1899–1980); Topits József pedig feleségül vette a nemesi származású tharnói Kostyál Margit (1905–†?) kisasszonyt, akinek a szülei tharnói Kostyál Zsigmond (1862–1917), állami számvevőszéki alelnök, a Lipót-rend lovagja és pacséri Csillaghy Margit (1869–1946) voltak. Idősebb Topits Alajosnak két lánya is volt: Topits Franciska (1895–1964), akinek a férje, dr. Pfeifer István (1880–1961), székesfehérvári fül-, orr- gége és sebész szakorvos, valamint Topits Klára (1901–1993), akinek a férje, Lenz József (1897–1965), nagykereskedő, kereskedelmi tanácsos, földbirtokos, tartalékos huszárszázados, a „Pro Ecclesia et Pontifice érdemrend” tulajdonosa, a "Gyümölcsexportőrök és Importőrök Egyesülete" elnöke.
Idősebb Topits Alajos tésztagyár igazgatónak a fiai abban az időben hadba vonultak és az üzlet vezetésében nem vettek részt. 1916-ban rendelet jelent meg, amely megtiltotta a liszt ipari feldolgozását. A tésztagyár munkájának legnagyobb részétől elesett és csak abban a mértékben dolgozhatott, ahogyan azt a Hadi-terményt előírta. Egészen 1920-ig tartott ez a kényszerű üzemredukció.
A háború alatti szünetelés és az időközben történt pénzromlás szomorúan éreztette hatását a közel évszázados cégnél, saját, erejéből már nem tudta az iramot újból felvenni, ezért egy Trebits nevű társat vettek magukhoz és részvénytársasággá alakították a régi céget. Az új éra alatt azonban a nehéz gazdasági viszonyok folytán az üzleti szerencse elpártolt a cégtől, bekövetkeztek a gazdasági nehézségek, amelyek végül csődbe vitték a céget. Apjuk halála után az üzem alaposabb ismerete nélkül vették kezükbe a folytatást. Rövidesen részvény társasággá alakították át de már ez sem használt és a gyár csődbe került.
1925. novemberében a budapesti királyi törvényszék mint csődbíróság a Topits József fia tésztaipar részvénytársaság budapesti (VII., Dob-u. 37. öz.) ellen ennek bárhól található ingó vagyonára és a magyar állam területén levő ingatlan javaira a csődöt megnyitott. A Topits József fia tésztaipar rt. ellen nyitott csődöt a budapesti királyi törvényszék 1928. májusában szüntette meg. 1928-ban a "Topits József és fia tésztaipar részvénytársaság" hivatalos igazgatósági tagjai Fáth József, Trebitsch Márkus, a néhai idősebb Topits Alajos és Glück Ignác voltak; a cégvezető ifjabb Topits Alajos volt. 1930-ra megszűnt végül az üzem.

## Érdekességek
- A debreceni Magyar Kereskedelmi és Vendéglátóipari Múzeumban található két eredeti üvegkelyhet, amelyet 1889-1890-ben a Topits József tésztagyára adományozott. Az azonos kelyhek magassága 38 cm, “pereme alatt két kis szellőző lyukkal. Oldalán "áruismei" nyomtatott címke, kézírásos tésztamegnevezésekkel. Két üvegtalpán "Topits" feliratú kis címke látható. Az üvegeket tészta tartalmukkal Topits József és Fia Budapest cég adományozta. Feliratuk szerint: "1, Csillag, kicsiny, 2, Bodzavirág, 3 ,Gyűrű, 4, Laska, 5, Zabmetélt, 6, Bokréta" tészta minták láthatók benne.[26]
- A "Topits József fia gőztésztagyár" nem csak az első tésztagyártó üzem volt az osztrák-magyar monarchia alatt, hanem jellegében az egyetlenegy volt, amely a "császári és királyi udvari szállító" címmel rendelkezett.
- A gyárkészítményeit az 1873-ik bécsi világkiállítás a nagy haladási éremmel tüntette ki. Elsőrendű kitüntetésekben részesült még a gyáraz újvidéki, szegedi és a székesfehérvári országos kiállításokon, az országos iparegyesület pedig 1878-ban.
- Az 1881-ben zajlott Budapesti Kereskedelmi bálon Topits Alajosné Felmayer Vilma 6 000 forint értékű hajéket vesztett el; az igen vagyonos Topits Alajos feleségének a rendkívüli értékes hajék árát lehetne becsülni úgy, hogy például 1881-ben az újság előfizetési díj egész évre 6 forint volt.[27]
- 1908 nyarán I. Ferenc József magyar király a platteni születésű Hammer Károly gépészt, aki a dátumra negyvenkét éve dolgozott a Topits-féle tésztagyárban, érdemei elismeréséül a koronás ezüst érdemkereszttel tüntette ki; Hammer az általános kihallgatáskor megköszönte a királynak a kegyét. Az uralkodó az egyszerű munkást nagyon kegyesen fogadta, valamint több kérdést intézett hozzá és végül kézszorítással tüntette ki.[28]
- 1885-re azon esetben, ha egy munkás szerencsétlenül járt volna, ápolása a cég költségére egyikében a fővárosi kórházaknak történik, mit az illető azonban csak oly esetben követelhet, ha a szerencsétlenséget nem vigyázatlanság, könnyelműség vagy hanyagság a reá bízott munkateljesítésében vonta maga után.
- A tésztagyár közel 70 évig üzemelt, és 3 Topits úr nemzedék vezette végig. A Tanácsköztársaság alatt, valamint főleg a román hadsereg megszállása alatt szenvedett károk végzeteseknek bizonyultak; ezek miatt végül csődbe is ment az egykori fényes tésztagyár.